# 眉月啍
眉月啍（日语：／ Mayuduki Jun，1983年4月27日—），日本漫畫家。女性。出身於神奈川縣橫濱市。直到2009年，她以的名義活躍。O型血。

## 來歷
她以《再見黛西》在集英社主辦的第1屆金之頭飾大獎（2007年）中獲得銅獎。次年2008年，同一作品在《別冊Chorus Spring》（集英社）上發表，首次登上商業雜誌。
之後，她在發表了多部一次性作品後，以於2013年在《月刊！Spirits》（小學館）上連載。
《愛在雨過天晴時》於2014年8月號至2016年1月號在同一雜誌上連載。該作品於2016年轉移至《Big Comic Spirits》隔週連載。2018年完結。
2019年，《九龍大眾浪漫》在《週刊YOUNG JUMP》（集英社）連載。

## 人物
- 興趣：聽AM廣播（尤其是TBS）[1]、做手工藝品。
- 演員小林薰的粉絲[10]。

## 作品列表

### 連載
- （小學館《月刊！Spirits》2013年5月號—2014年2月號，未出單行本）
- 愛在雨過天晴時（小學館《月刊！Spirits》2014年8月號—2016年1月號、《Big Comic Spirits》2016年8號—2018年16號，全10冊）
- 九龍大眾浪漫（集英社《週刊Young Jump》2019年49號—連載中，已出版11冊）

### 短篇
- 《再見黛西 眉月啍初期短篇集》（集英社，〈YOUNG JUMP COMICS（日语：ヤングジャンプ・コミックス）〉，2018年5月18日發行 ISBN 978-4-08-891027-7）
  - 再見黛西（集英社《別冊Chorus Spring（日语：Cocohana）》，2008年）
  - （集英社《The Margaret（日语：ザ マーガレット）》2008年10月號）
  - （太田出版《Manga Erotics F》vol.60、vol.62、vol.68）
  - （小學館《Big Comic Superior》2012年第11號、第12號）
  - （集英社《Cocohana（日语：Cocohana）》2014年1月號、2月號）
  - （集英社《週刊YOUNG JUMP》2017年53號）

- 未出單行本
  - （集英社《Cocohana》2008年11月號）
  - 拜託了桃樂絲（集英社《The Margaret》2009年3月號）
  - （集英社《The Margaret》2009年6月號）
  - （集英社《The Margaret》2010年1月號）
  - （太田出版《Manga Erotics F》vol.65）
  - （新書館《Dear+（日语：ディアプラス）》2010年4月號）
  - （集英社《攜帶Manga Capsule》，2010年）
  - （小學館《月刊！Spirits》2011年12月號）
  - （小學館《月刊！Spirits》2012年10月號）
  - （祥傳社《FEEL YOUNG》2015年12月號）

### 畫冊
- 《姿勢資料集 手·腕》（Pie International，2012年）
- 《姿勢資料集 臉·頭》（Pie International，2012年）
- （幻冬舎，2017年）
- 《愛在雨過天晴時 眉月啍插畫集&動畫幕後製作書》（小學館，2018年）

### 其它
- 《Runaway》（爽、Eggs，2019年）—CD封套
- 電影《窄路微塵》（2023年）—劇院小冊子新插圖[11]

## 腳註

## 外部連結
- [] （日語）—眉月啍的官方個人部落格。
- 【TiCA18】《愛在雨過天晴時》漫畫家眉月啍簽名會 暢聊中年大叔與下雨魅力 （繁體中文）—巴哈姆特電玩資訊站